# Mireșu Mare, Prahova
Mireșu Mare este un sat în comuna Sângeru din județul Prahova, Muntenia, România.
Așezarea este atestată documentar în 1788.
În 2011, satul avea 1568 de locuitori.

## Geografie

### Așezarea
Localitatea este situată în partea de est a județului Prahova, aproape de limita cu județul Buzău, aflându-se la o distanță de 57 km de municipiul Ploiești și 26 km de orașul Urlați. Satul este desfășurat pe ambele părți ale Pârâul Sărat, la o altitudine de 250–300 m. 
Satul Mireșu Mare are o populație de 1634 de locuitori, conform recensământului efectuat în 2002. În localitate funcționează o școală generală cu învâțământ primar pentru clasele 1-8, o grădiniță și un oficiu poștal.
După coordonatele geografice, este situat la intersecția paralelei de 45º89'11" latitudine nordică cu meridianul de 26º19'21" longitudine estică.

### Relieful
Cadrul natural, în ansamblu, îl constituie în nord, zona dealurilor subcarpatice cuprinse între râul Buzău și Cricovul Sărat.

### Clima
Depresiunea Mireș, condiționează un climat de adăpost cu contraste termice puțin evidente, cu veri călduroase și ierni blânde, cu vânturi locale, canalizate în lungul Cricovului.

### Apele
Bogată și bine reprezentată, rețeaua hidrografică este tributară Cricovului Sărat, afluent al Prahovei, vărsându-se în acesta, lângă comuna Adâncata. Izvorăște din vârful Poiana Hoților, din județul Buzău și are o suprafață de 654 km². El erodează puternic malul stâng primind ca afluenți: Salcia, Mireș, Chiojdeanca, Lopatna.
În partea de sud-est a satului, în apropiere de satul vecin Mireșu Mic, în punctul „La Sare” este semnalată, din timpuri vechi (evul mediu), prezența unor izvoare sărate, care apar la suprafața solului. Ele erau folosite pentru tratarea afecțiunilor reumatice.

### Vegetația
Vegetația este eterogenă. Versanții dealurilor din partea de sud și de vest constituie domeniul pomilor fructiferi și parțial, al viței de vie. Terasele și lunca Cricovului constituie domeniul cerealelor (în special porumbul) și al legumelor: cartoful, sfecla de zahăr, plante furajere.

### Fauna
Cea mai bogată și mai variată este fauna pădurii. Dintre mamifere sunt reprezentate în număr mare: iepurele, veverița, căprioara, vulpea, dihorul, viezurele, mistrețul. Dintre păsări menționăm: cucul, potârnichea, bufnița, ciuful, coțofana etc.

### Solul
Tipul de sol zonal caracteristic este solul brun și brun–roșcat de pădure.

## Economia
Principala indeletnicire a sătenilor este agricultura prin organizarea gospodăriilor țărănești la nivel individual, pentru aceasta folosindu-se mijloace empirice de lucru (cai și boi pentru arat și prășit) iar pentru celelalte lucrări munca manuală reprezintă ponderea cea mai importantă.
În această zonă pamântul nu are calități productive deosebite, drept pentru care și recoltele sunt mici, ceea ce face ca toată producția să fie consumată în totalitate de săteni. Porumbul, cartoful, fasolea reprezintă ponderea culturilor din localitate dar și la nivel mic în gospodării, legume și fructe dar și culturi de viță de vie.